# Nabeghlavi

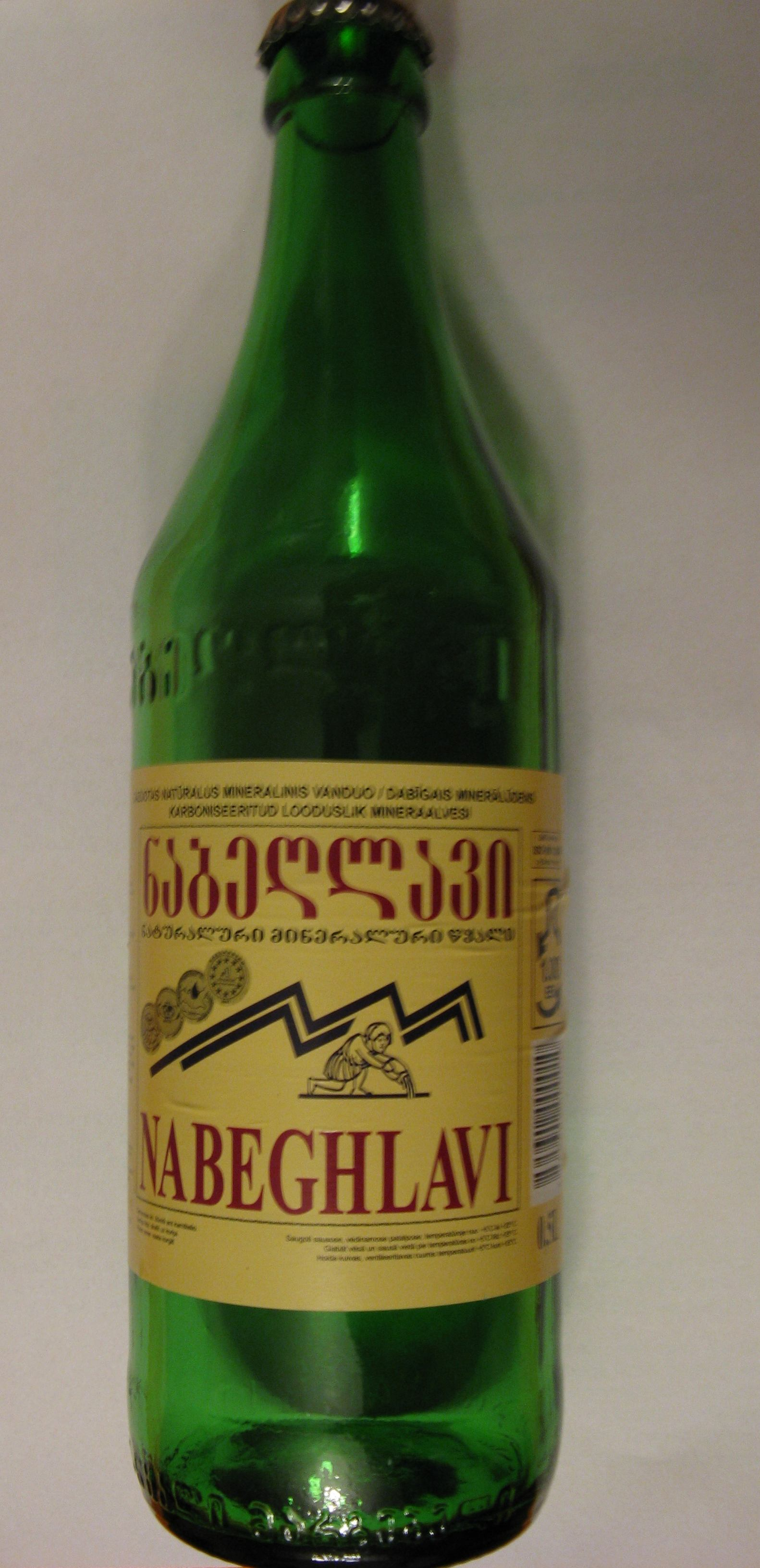
Butelka Nabeghlavi

Nabeglavi – naturalna woda mineralna wydobywana w uzdrowisku Nabeglavi w Gurii, w Gruzji. Właścicielem marki jest JSC Healthy Water.

## Historia
Wstępne badanie składu chemicznego wody ze znanego miejscowej ludności źródła o szczególnych walorach smakowych i leczniczych przeprowadził w 1921 łotewski naukowiec Robert Kuptsis. Późniejsze badania hydrogeologiczne prowadzone były przez gruzińskich i radzieckich naukowców w latach 30. XX w.
Butelkowanie wody mineralnej Nabeghlavi rozpoczęto w 1958. W 1997 marka została własnością JSC Healthy Water.

## Skład mineralny[1]
| Nazwa           | Wzór chemiczny | Zawartość [mg/l] |
| Kationy         | Kationy        | Kationy          |
| --------------- | -------------- | ---------------- |
| sodowy          | Na+            | 750-1150         |
| wapniowy        | Ca2+           | 36-112           |
| magnezowy       | Mg2+           | 34-120           |
| Aniony          |                |                  |
| wodorowęglanowy | HCO3−          | 2400-4400        |
| siarczanowy     | SO42−          | 70-244           |
| chlorkowy       | Cl−            | 42-95            |
| Razem           | Razem          | 3500-5900        |

## Produkty
Obecnie w sprzedaży znajdują się wody w butelkach szklanych i PET oraz w puszkach. W sprzedaży dostępna jest również woda o smaku limonkowym.

## Eksport
Woda oprócz Gruzji sprzedawana jest w Azerbejdżanie, Białorusi, Chińskiej Republice Ludowej, Cyprze, Estonii, Grecji, Iranie, Japonii, Kanadzie, Kazachstanie, Litwie, Łotwie, Mołdawii, Niemczech, Rosji, Stanach Zjednoczonych, Turcji i we Włoszech.